# Дона Бейжа

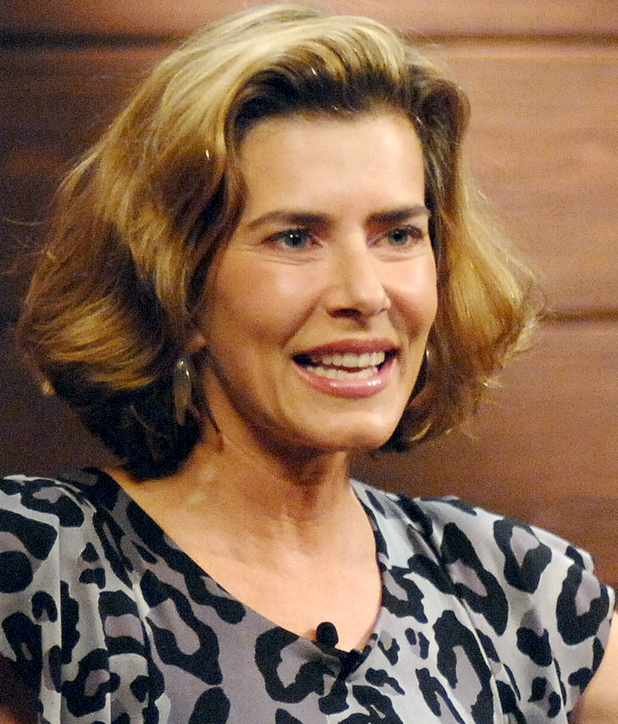
Майте Проэнса — дона Бейжа

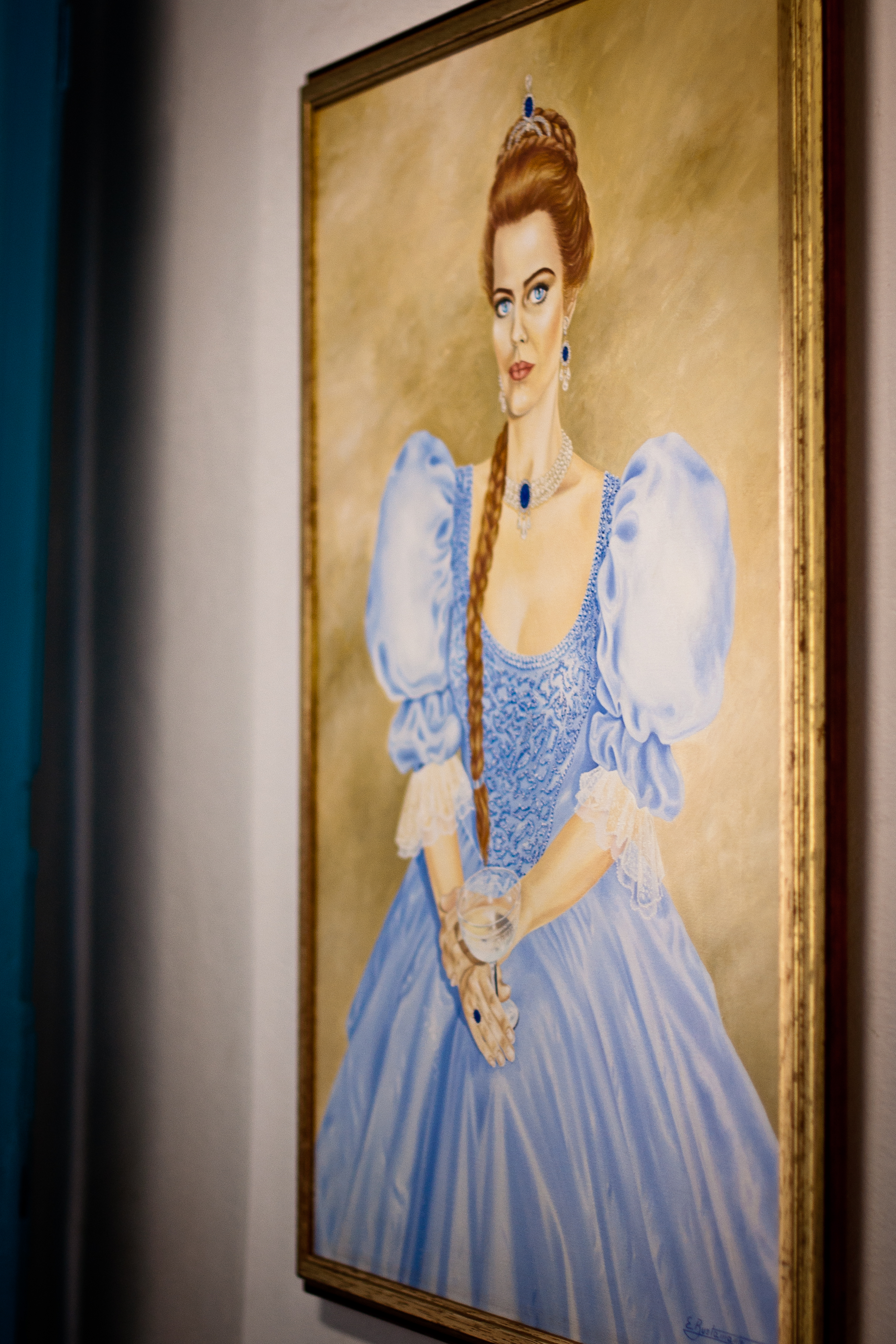
Портрет доны Бежи, послужившей прототипом главной героини

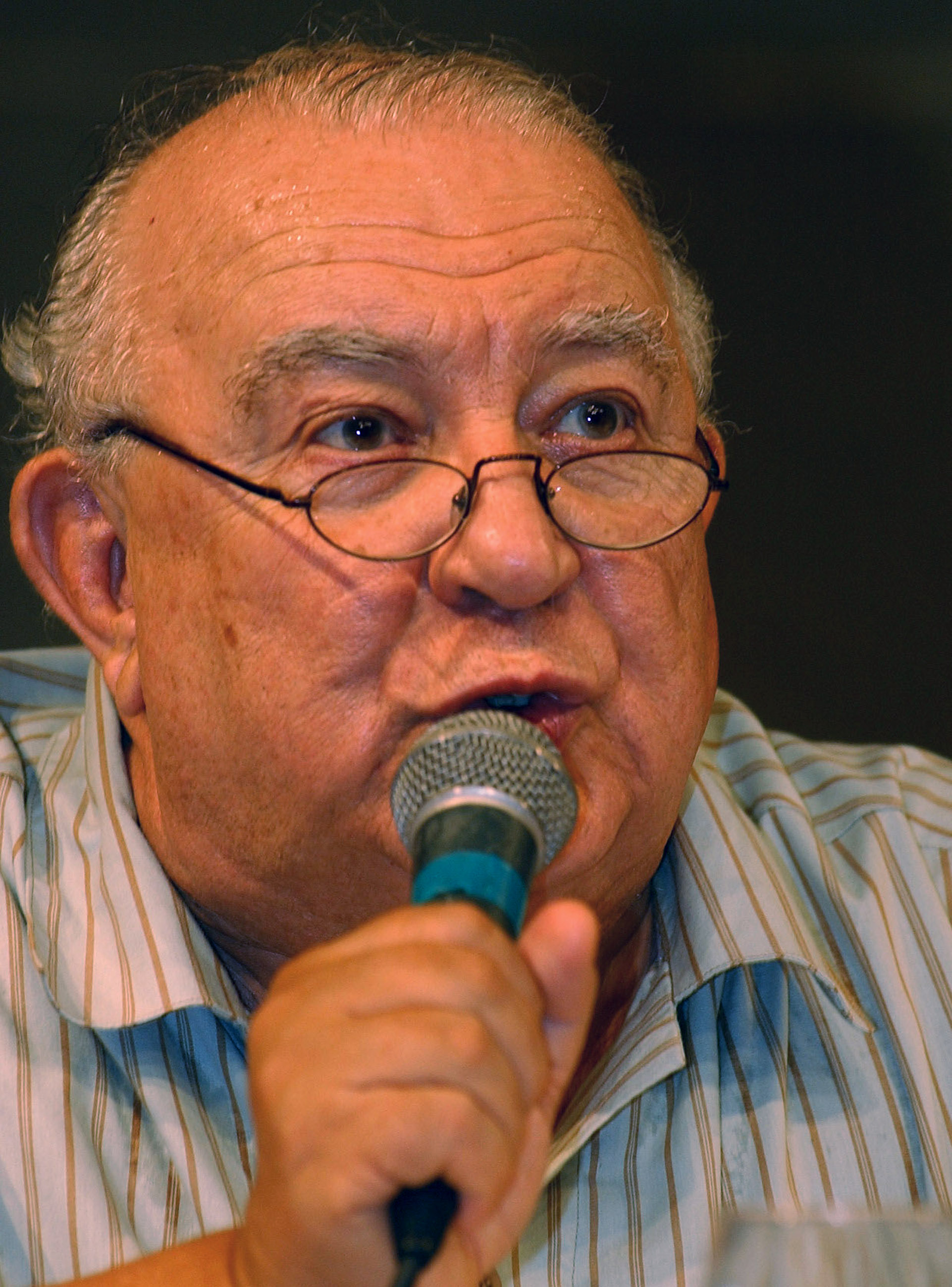
Сержиу Мамберти — полковник Элиаш Фелизарду

До(н)на Бейжа, порт. Dona Beija, буквально «госпожа Поцелуй» — бразильский телесериал (89 серий), основанный на исторических событиях. Создан телеканалом Rede Manchete (ныне не существует) в 1986 г. по сценарию Уилсона Агиара Филью (pt:Wilson Aguiar Filho) режиссёром Эрвалом Россану (pt:Herval Rossano) на музыку композитора Вагнера Тизу (pt:Wagner Tiso). Демонстрировался впервые с 7 апреля по 11 июля 1986 г., затем повторно в 1988 и в 1992—1993 (в последнем случае были досняты новые серии, которых всего стало 102).
Позднее сериал был показан также каналом Sistema Brasileiro de Televisão с 6 апреля по 4 июля 2009 года. Сериал был переведён и на другие языки — в частности, он с большим успехом демонстрировался на Украине в середине 1990-х гг., а позднее и частными телеканалами России.

## Сюжет
В основе сериала — подлинная история энергичной и независимой куртизанки по имени Ана Жасинта ди Сан-Жозе (Ana Jacinta de São José), родом из шахтёрского городка в провинции Араша, жившей в XIX в. и получившей известность под прозвищем «дона Бежа» (в фильме использовано современное произношение «Бейжа»), что буквально означает «поцелуй».
Влюблённая в Антонью Сампайю, мужчину из консервативной патриархальной семьи, Бейжа становится жертвой похотливого Моты, королевского наместника, приехавшего с визитом в Араша. Бейжа становится свидетельницей смерти своего деда, после чего Мота похищает её и делает наложницей в своём богатом поместье в деревне Паракату. Чтобы отомстить ему, пока он вдалеке, Бейжа спит с другими мужчинами в обмен на драгоценности. После того, как император вызывает Моту на службу при дворе, тот отпускает надоевшую Бейжу, которая к тому времени накопила немало богатств, и та возвращается в Араша, чтобы встретить своего любимого, Антонью.
Однако тот уже оставил надежды вновь увидеть Бейжу. Тот женился на молодой девушке Анинье. Отвергнутая Антонью, Бейжа клянётся не любить никого другого и основывает отель (фактически — роскошный бордель) «Жатоба», чем шокирует консервативные семейства своей провинции. Её главная цель состоит в том, чтобы побольнее уязвить Антонью.
Гостиница процветает, Бейжа становится влиятельной особой, обручается с Жуаном Карнейру из Мендонсы, но всё никак не может забыть своего возлюбленного Антонью. В конце концов, мучимая ревностью, она нанимает раба Рамуша, чтобы тот убил Антонью, потом раскаивается и пытается остановить его, но преступление свершается. Она попадает под суд, но благодаря показаниям Рамуша её оправдывают. Раскаявшись, она покидает Арашу и начинает вести честную жизнь.

## В ролях
- Майте Проэнса — дона Бейжа
- Грасинду Жуниор — Антонью Сампайю
- Биа Зейдль — Ана Фелизарду Сампайю
- Сержиу Бритту — падре Аранья
- Мария Фернанда — Сесилия Сампайю
- Абрахан Фарк — полковник Паулу Сампайю
- Майяра Магри — Мария Сампайю
- Арлете Саллиш — Женовева Фелизарду
- Сержиу Мамберти — полковник Элиаш Фелизарду